# نروژین کروز لاین
نروژین کروز لاین (انگلیسی: Norwegian Cruise Line) شرکت گردشگری آمریکایی است، که در سال ۱۹۶۶ تأسیس شد.